# Pendências
Pendências é um município brasileiro do estado do Rio Grande do Norte. De acordo com o IBGE (Instituto Brasileiro de Geografia e Estatística), no ano 2024 sua população era estimada em 12.536 habitantes. Sua área territorial é de 419,137 km² e a densidade populacional é de 29,9 hab/km². Foi criado em 1953. O padroeiro da cidade é São João Batista, comemorado no dia 24 de junho.
Sendo banhada pelo rio Piranhas-Açu, a cidade é, atualmente, uma grande produtora de camarão.